# Огаста (Џорџија)
Огаста (енгл. Augusta-Richmond County consolid) консолидован је град у америчкој савезној држави Џорџија. По попису становништва из 2010. у њему је живело 195.844 становника.

## Демографија
Према попису становништва из 2010. у граду је живело 195.844 становника, што је 662 (0,3%) становника више него 2000. године.
|                   | 2010.            | 2000.            |
| Укупно            | 195 844 (100,0%) | 195 182 (100,0%) |
| Афроамериканци    | 107 182 (54,73%) | 98 320 (50,37%)  |
| Белци             | 73 277 (37,42%)  | 85 340 (43,72%)  |
| Хиспаноамериканци | 8 053 (4,112%)   | 5 447 (2,791%)   |
| Остали            | 4 020 (2,053%)   | 3 099 (1,588%)   |
| Азијати           | 3 312 (1,691%)   | 2 976 (1,525%)   |

## Партнерски градови
- Бијариц
- Такаразука